# ویلیام بورس
ویلیام بورِس (انگلیسی: William Burress؛ ‏ ۱۹ اوت ۱۸۶۷ – ۳۰ اکتبر ۱۹۴۸) بازیگر اهل ایالات متحده آمریکا بود.
از فیلم‌هایی که وی در آن نقش داشته‌است، می‌توان به جزیره هوس، صورت‌زخمی، راسپوتین و امپراتریس، زیارت، همایش در شهر، یک شب عشق، بچه‌ها در شهر اسباب‌بازی، ماریتای بدجنس، داستان لوئی پاستور، شریکان جنایت، به دلت بد نیار، جین ایر، دل‌های لرزان و دیوانه بلوند اشاره کرد.